# جان ماري تجيباو
جان ماري تجيباو (30 يناير 1936 - 4 مايو 1989) كان سياسي فرنسي في كاليدونيا الجديدة وزعيم حركة استقلال الكاناك. رُسم تجيباو وهو ابن زعيم قبلي كاهنًا كاثوليكيًا، لكنه تخلى عن دعوته الدينية ليعيش في النشاط السياسي.
خلال السبعينيات أجرى أطروحة في علم الأعراق في جامعة السوربون. بينما لم يكمل دراسته، انخرط في القضايا الثقافية والعرقية في كاليدونيا الجديدة. في عام 1975 قام بترتيب مهرجان ميلانيزيا 2000 الذي أكد هوية الكاناك.
تم تعيينه رئيسًا لبلدية هيينجين في عام 1977، وفي عام 1979 تم تعيينه مستشارًا إقليميًا في جبهة الاستقلال المشكلة حديثًا، ورئيس الكاناك المؤيدة للاستقلال وجبهة التحرير الوطني الاشتراكية في عام 1984.
في 4 مايو 1989 قُتل مع يوويني يوويني في أوغيا على يد كاناك آخر هو جوبيلي وي. كقائد ثقافي في الترويج لثقافة الكاناك الأصلية، تم تسمية مركز جان ماري تجيباو الثقافي الحديث باسمه، الذي صممه المهندس المعماري الإيطالي رينزو بيانو على شرفه.